# Trachylepis nganghae
Trachylepis nganghae es una especie de escincomorfos de la familia Scincidae.

## Distribución geográfica yhábitat
Es endémica de Camerún. Su rango altitudinal alcanza los 1800 m s. n. m..